# Trinity Laban Conservatoire of Music and Dance
Il Trinity Laban Conservatoire of Music and Dance è un conservatorio di musica e danza con sede a Londra in Inghilterra. È stato costituito nel 2005 dalla fusione di due vecchie istituzioni: il Trinity College of Music e il Laban Dance Center. Oggi il conservatorio ha 1.195 studenti universitari e post laurea con sede in tre campus a Greenwich (Trinity), Deptford e New Cross (Laban).

## Facoltà di musica

### Storia

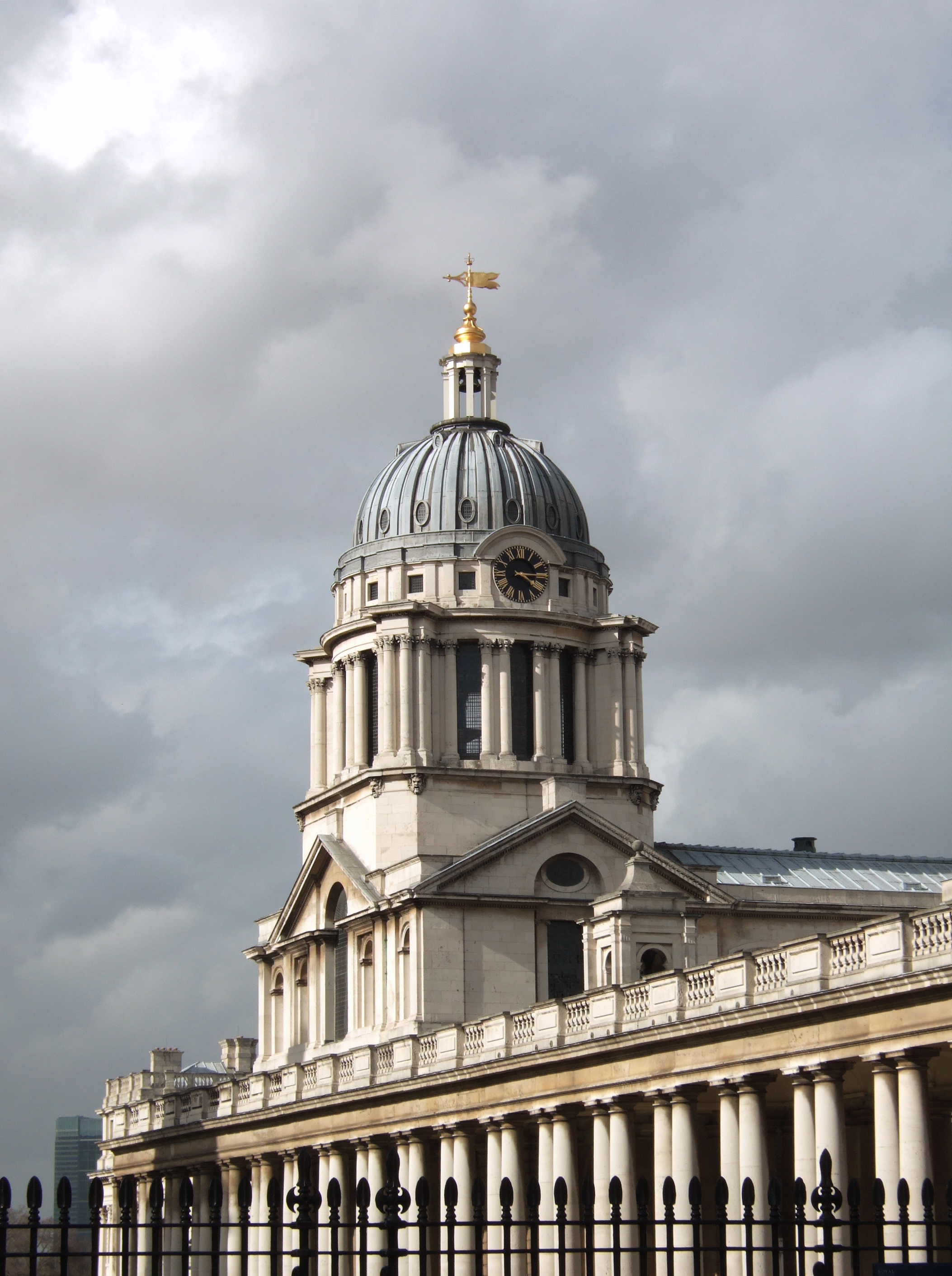
Old Royal Naval College, edificio Queen Mary

Il Trinity College of Music venne fondato nel centro di Londra nel 1872 dal reverendo Henry George Bonavia Hunt per migliorare l'insegnamento della musica sacra. Il College iniziò come Church Choral Society, le cui diverse attività comprendevano lezioni di canto corale e insegnamento di musica sacra. Gladstone fu uno dei suoi primi sostenitori in quegli anni. Un anno dopo, nel 1873, il college divenne il College of Church Music, Londra. Nel 1876 fu incorporato come Trinity College London. Inizialmente, potevano iscriversi solo studenti maschi e dovevano essere membri della Chiesa d'Inghilterra.
Nel 1881, il College si trasferì a Mandeville Place, vicino a Wigmore Street, nel centro di Londra, che rimase la sua sede per oltre cento anni rilevando vari edifici vicini a Mandeville Place. Questi furono poi uniti tra loro, nel 1922, con l'aggiunta di un portico greco e una sostanziale ricostruzione interna per creare una sala da concerto al primo piano e un'imponente scalinata. Tuttavia, altre parti del college mantennero un disegno complicato che riflette la sua storia costituita da tre edifici separati. L'edificio è ora occupato dalla School of Economic Science.

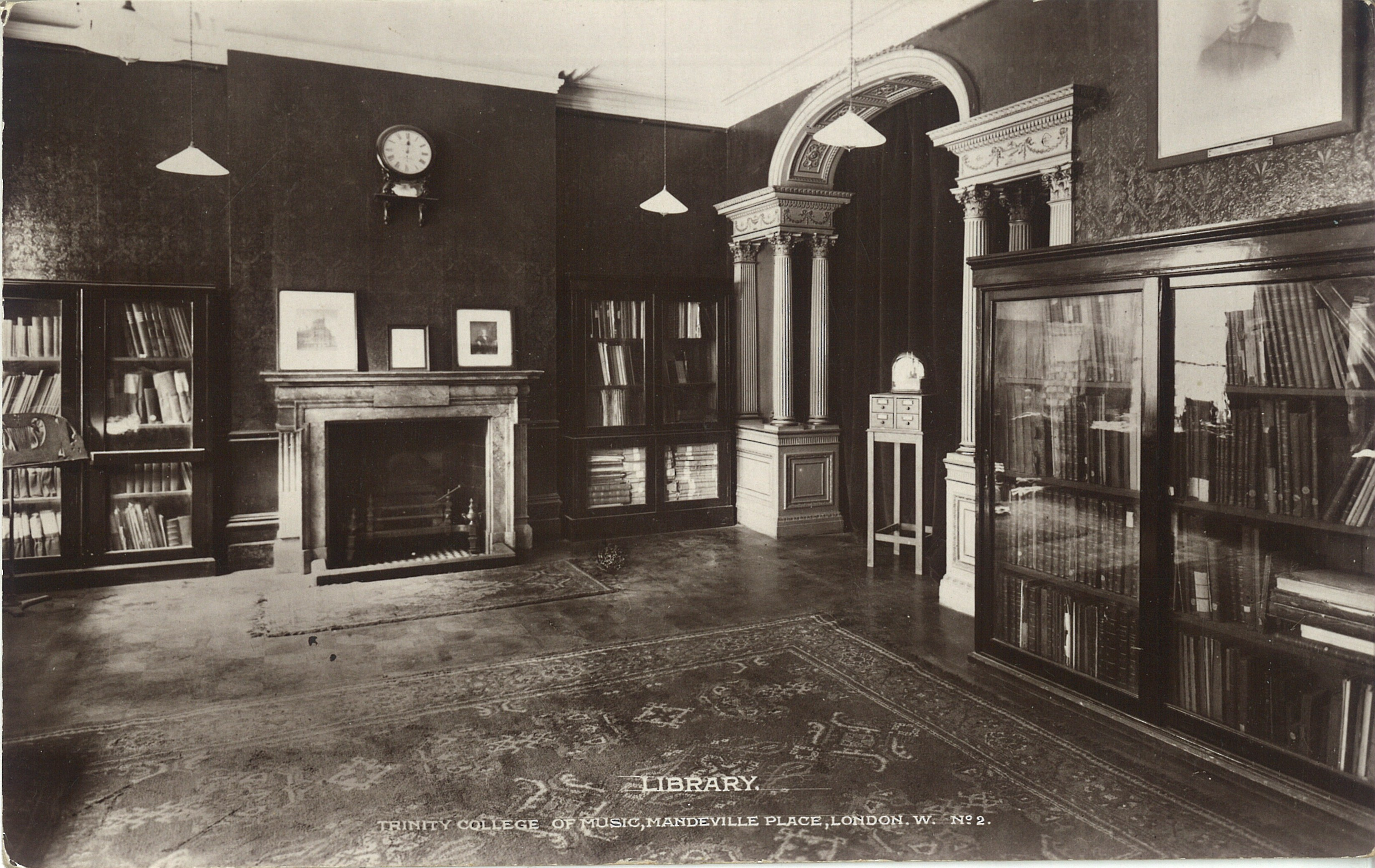
Biblioteca del Trinity College of Music, Mandeville Place, 1922

Il Trinity si è trasferito nella sua attuale sede a Greenwich nel 2001. L'ala est di King Charles Court è stata costruita da John Webb come parte della ricostruzione del Greenwich Palace; successivamente fu assorbita nel complesso del Royal Naval Hospital, progettato in parte da Sir Christopher Wren, divenuto poi parte del Royal Naval College (RNC). Per rendere gli edifici adatti all'uso e rimuovere gli accumuli di un secolo di occupazione del Royal Naval College è stato necessario un sostanziale programma di ristrutturazione. I lavori per fornire nuove sale da recital hanno rivelato che il nucleo dell'edificio incorpora la muratura del palazzo Tudor. Il costo complessivo del trasferimento a Greenwich è stato di 17 milioni di sterline.

### Junior Trinity
Molti membri dello staff del college insegnano anche alla Junior Trinity, una scuola di musica del sabato per giovani musicisti molto dotati desiderosi di intraprendere una carriera musicale. Il Junior Trinity offre lezioni strumentali e vocali per bambini e giovani di età compresa tra 5 e 19 anni, insieme a corsi GCSE e A-Level in musica e tecnologia musicale per studenti più grandi. Molti studenti del Junior Trinity spesso continuano i loro studi musicali nei migliori conservatori e università di tutto il paese. Il Trinity è stata la prima scuola di musica a creare un dipartimento del genere e molti conservatori hanno seguito le sue orme.

### Ammissione
L'ammissione alla Facoltà di Musica avviene tramite audizioni competitive, che si tengono ogni anno a novembre o dicembre e a marzo o aprile. La Facoltà di danza richiede analoghi titoli e l'iscrizione avviene anche per audizione; le audizioni si tengono al Trinity Laban stesso e anche in luoghi selezionati in Europa e negli Stati Uniti. Il Conservatorio ha un tasso di accettazione di circa il 9,9%, rendendo Trinity Laban una delle scuole più selettive nel Regno Unito e in Europa.

### Trinity College di Londra
Il Trinity College di Londra venne fondato nel 1877 come commissione per gli esami esterni del Trinity College of Music. Oggi, gli esami della commissione sono sostenuti dagli studenti in oltre 60 paesi, offrendo agli studenti esterni l'opportunità di ottenere qualifiche in una vasta gamma di discipline nelle arti dello spettacolo, nell'educazione artistica e nell'apprendimento e nell'insegnamento della lingua inglese. Il Trinity College di Londra ha sede presso il Blue Fin Building nel centro di Londra e ha convalidato il Diploma di Laurea del Trinity College of Music (il GTCL) prima che fosse sostituito dal modello BMus nel 1997.

### Storica associazione del Trinity College of Music con l'Ordine massonico
Il Trinity College of Music vanta un'associazione storica con la Massoneria, con la Trinity College Lodge No 1765 fondata nel 1878 dai sette primi membri docenti del college che erano massoni, tra cui il fondatore, il reverendo Henry George Bonavia Hunt. In passato, la massoneria è stata una caratteristica importante anche se privata della vita del College, sia tra i membri del personale che tra gli studenti universitari e post-laurea. La Trinity College Lodge non è più associata al college, poiché nessun membro del college vi appartiene. Per coincidenza, il patrono del College, Edward, duca di Kent, è stato Gran Maestro della Gran Loggia Unita d'Inghilterra dal 1968.

## Facoltà di danza

### Storia

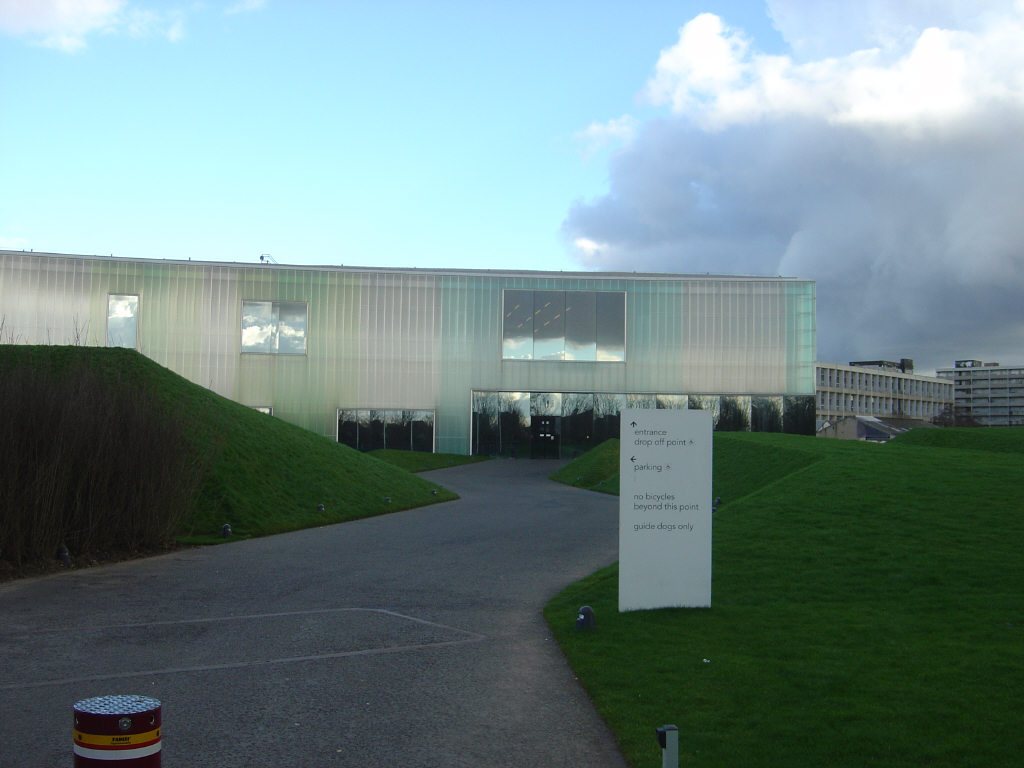
Prospetto del Laban Building, aDeptford

Il Laban Dance Centre venne fondato a Manchester come Art of Movement Studio da Rudolf Laban, un ballerino austro-ungarico, coreografo e teorico della danza/movimento.
Nel 1958, la scuola si trasferì da Manchester ad Addlestone nel Surrey, e poi nel 1975 a New Cross a Londra, dove fu ribattezzata Laban Centre for Movement and Dance. Nel 1997 è stata ribattezzata Laban Centre London. Nel 2002, il centro si è trasferito in una sede di nuova costruzione a Deptford ed è stato rinominato Laban.

### La facoltà oggi
Laban offre corsi universitari, post-laurea (comprese le transizioni), tra gli altri corsi. La Facoltà di Danza prevede anche corsi per adulti e giovani della comunità locale, compreso il Centro di alta formazione. Nel 2019, l'istituzione ha fondato il London International Screen Dance Festival.
Laban Creekside (Deptford) comprende 13 studi di danza appositamente costruiti; otto con sbarre da ballo, il Bonnie Bird Theatre da 300 posti, uno studio teatrale più piccolo e una biblioteca di danza. Laban Laurie Grove (New Cross) dispone anche di numerosi studi e laboratori di performance.

### Premio di architettura
Progettato dagli architetti svizzeri Jacques Herzog e Pierre de Meuron (che ha vinto il Pritzker Prize nel 2001 e che ha anche progettato la Tate Modern e lo Stadio Nazionale di Pechino per i Giochi Olimpici del 2008), l'edificio del centro a Deptford ha vinto lo Stirling Prize for Architecture nel 2003. Herzog e de Meuron hanno collaborarono con l'artista visivo Michael Craig-Martin per creare l'edificio. L'edificio comprende un tetto eco-tecnologico noto come "tetto a giardino".

## Reputazione
Il Trinity Laban Conservatoire of Music and Dance è riconosciuto a livello internazionale come una scuola leader per la formazione di musica e danza. La scuola è stata classificata al nono posto nelle 10 migliori scuole di musica del mondo. Il sito web shareranks.org lo ha elencato all'undicesimo posto (su 77) in un elenco dei migliori college/ conservatori di musica del mondo (a marzo 2018).
Nella The Guardian University Guide del 2011 (pubblicata nel giugno 2010), il Trinity Laban è stato classificato come segue:
- Primo a pari merito (con la Warwick University) su 87 istituti di teatro e danza.[6]
- 8° su 71 istituzioni musicali.[7]
- 5° su 35 nella graduatoria delle istituzioni specializzate.[8]

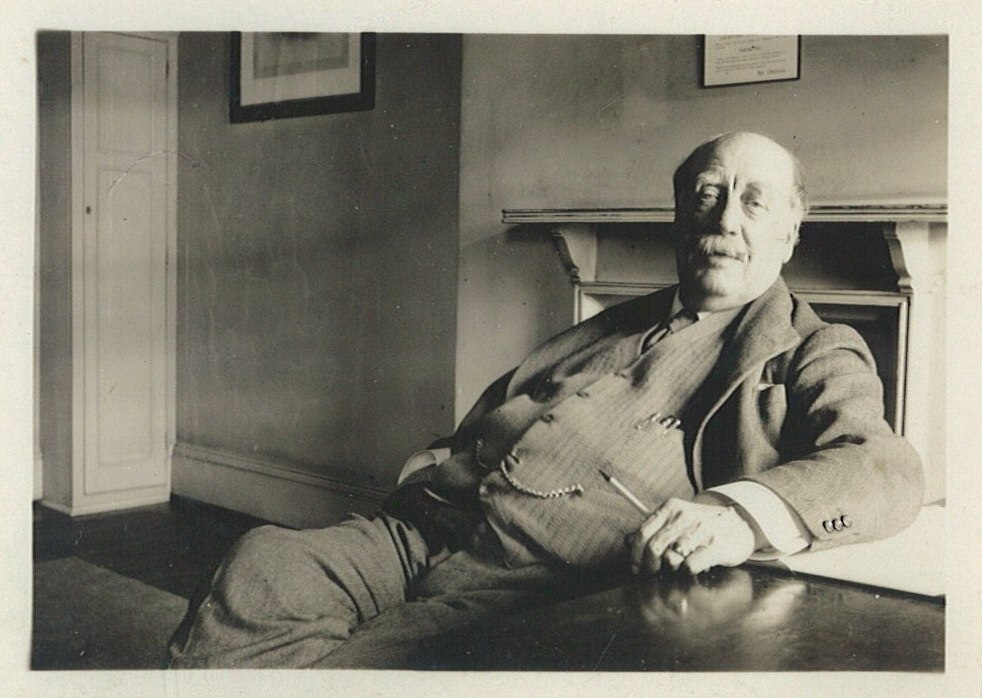
Il professor John Warriner, presidente 1930-1934, nel 1933